# Estadio San Juan del Bicentenario
Estadio San Juan del Bicentenario är en multifunktionsarena i San Juan, Argentina med en totalkapacitet på 25 286 åskådare. Arenan var planerad att invigas i maj 2010 till 200-årsjubileet av majrevolutionen, 1810. På grund av förseningar i byggschemat, sköts invigningen fram till den 16 mars, 2011.